# توجيه صلاحية الطيران
توجيه صلاحية الطيران (Airworthiness Directive) يُشار إليه عادة باسم (AD) هو إشعار لمالكي ومشغلي الطائرات المعتمدة بوجود نقص معروف في السلامة مع طراز معين من الطائرات أو المحركات أو إلكترونيات الطيران أو أي نظام آخر ويجب تصحيحه.
إذا كانت للطائرة المعتمدة توجيهات معلقة بشأن صلاحية الطيران لم يتم الامتثال لها، فلا تعتبر الطائرة صالحة للطيران. وبالتالي، من الضروري أن يمتثل مشغل الطائرة لمعايير (AD).

## غاية
عادة ما تنتج توجيه صلاحية الطيران عن صعوبة الخدمة من قبل المشغلين أو من نتائج التحقيقات في حوادث الطائرات. يتم إصدارها إما من قبل هيئة الطيران المدني الوطنية في بلد تصنيع الطائرات أو تسجيل الطائرات. عندما يتم إصدار توجيه صلاحية الطيران من قبل بلد التسجيل، يتم تنسيقها دائمًا تقريبًا مع هيئة الطيران المدني في بلد الصنع لضمان عدم إصدار توجيه صلاحيات طيران متضاربة.
بالتفصيل، الغرض من توجيه صلاحية الطيران هو إخطار مالكي الطائرات:
- أن الطائرة قد تكون في حالة غير آمنة، أو[5]
- أن الطائرة قد لا تكون متوافقة مع أساس تصديقها أو شروط أخرى تؤثر على صلاحية الطائرة للطيران، أو[5]
- أن هناك إجراءات إلزامية يجب تنفيذها لضمان استمرار التشغيل الآمن، أو[5]
- أنه، في بعض الحالات العاجلة، يجب عدم تحليق الطائرة حتى يتم تصميم وتنفيذ خطة عمل تصحيحية.[5]

يعد توجيه صلاحية الطيران إلزامي في معظم الولايات القضائية وغالبًا ما تحتوي على تواريخ أو ساعات طيران للطائرة يجب أن يتم فيها الامتثال.
يمكن تقسيم الإعلانات إلى فئتين:
1. تلك ذات الطبيعة الطارئة التي تتطلب الامتثال الفوري قبل رحلة أخرى، و
2. تلك ذات الطبيعة الأقل إلحاحًا والتي تتطلب الامتثال خلال فترة زمنية محددة.

## الإصدار
يتم إصدار توجيه صلاحية الطيران من قبل معظم هيئات تنظيم الطيران المدني، بما في ذلك:
- هيئة سلامة الطيران المدني (أستراليا)
- وكالة سلامة الطيران الأوروبية
- المديرية العامة للطيران المدني (الهند)
- إدارة الطيران الفيدرالية (الولايات المتحدة)
- هيئة الطيران المدني في نيوزيلندا
- هيئة النقل الكندية[3]
- الهيئة العامة للطيران المدني (السعودية)[7][8]

## الإجراءات الوطنية

### الولايات المتحدة
تصدر إدارة الطيران الفيدرالية (FAA) الإعلانات من خلال ثلاث عمليات مختلفة:
- عملية (AD) القياسية: إشعار بوضع القواعد المقترحة (NPRM)، متبوعًا بقاعدة نهائية
- القاعدة النهائية وطلب التعليقات
- توجيهات صلاحية الطيران في حالات الطوارئ - صدرت دون وقت للتعليق. لا يتم استخدام هذا إلا إذا تم إصداره «عند وجود حالة غير آمنة تتطلب إجراءً فوريًا من قبل المالك / المشغل... لتصحيح حالة السلامة العاجلة بسرعة.»[10]

## روابط خارجية
- توجيهات صلاحية الطائرات للطيران FAA نسخة محفوظة 15 مايو 2021 على موقع واي باك مشين.
- توجيهات صلاحية الطيران للطيران EASA
- توجيهات صلاحية الطيران CASA
- نظام معلومات الويب المستمر لصلاحية النقل في كندا (CAWIS)
- توجيهات صلاحية الطيران للطيران